# Fritz! (Unternehmen)
1. WEITERLEITUNG Fritz (Elektronikhersteller)